# Pauçac e Sent Bebian
Pauçac e Sent Bébian (en francès Paussac-et-Saint-Vivien) és un municipi francès situat al departament de la Dordonya i a la regió de la Nova Aquitània.

## Demografia
| 1962                                       | 1968 | 1975 | 1982 | 1990 | 1999 | 2007 |
| ------------------------------------------ | ---- | ---- | ---- | ---- | ---- | ---- |
| 510                                        | 474  | 477  | 399  | 383  | 392  | 453  |
| Des de 1962: població sense dobles comptes |      |      |      |      |      |      |

## Administració
| Període   | Identitat             | Partit |
| --------- | --------------------- | ------ |
| 1987-2008 | André Charles         |        |
| 2008-     | Jean-Pierre Desvergne |        |